# Бекард білочеревий
Бекард білочеревий (Pachyramphus surinamus) — вид горобцеподібних птахів родини бекардових (Tityridae).

## Поширення
Вид поширений в Суринамі, Французькій Гвіані та на півночі Бразилії. Його природне середовище проживання — субтропічні або тропічні вологі низинні ліси.